# Giao hưởng số 6 (Tchaikovsky)
Giao hưởng số 6 cung Si thứ, Op.74 hay còn gọi là Pathétique Symphonie (tiếng Việt: Giao hưởng Bi thương) là bản giao hưởng của nhà soạn nhạc người Nga Pyotr Ilyich Tchaikovsky. Tác phẩm được sáng tác vào tháng Hai đến cuối tháng 8 năm 1893, được trình diễn lần đầu tiên cũng vào năm ấy tại Sankt Petersburg, Nga. Tác giả đã đặt tên là bản giao hưởng "Nồng nhiệt", sử dụng từ tiếng Nga Патетическая (Pateticheskaya) có nghĩa là nồng nàn, đầy cảm xúc và sau đó được dịch sang tiếng Pháp thành pathétique, có nghĩa là dễ xúc động, nghiêm trọng. Sau lần trình diễn này, em trai của Pyotr là Modest đã đề nghị đặt tên cho bản giao hưởng này là Tragic nhưng Pyotr đã không đồng ý và giữ lại cái tên Pathétique. Điều kỳ lạ là chỉ 9 ngày sau khi đích thân chỉ huy dàn nhạc giao hưởng biểu diễn tác phẩm, Tchaikovsky qua đời. 

## Âm thanh
| Giao hưởng số 6 của Tchaikovsky, chương 1: Adagio, Alegro non troppo |  |
|                                                                      |  |
|                                                                      |  |

| Giao hưởng số 6 của Tchaikovsky, chương 2: Allegro con gracia |  |
|                                                               |  |
|                                                               |  |

| Giao hưởng số 6 của Tchaikovsky, chương 3: Allegro molto vivace |  |
|                                                                 |  |
|                                                                 |  |

| Giao hưởng số 6 của Tchaikovsky, chương 4: Finale adagio lamentoso |  |
|                                                                    |  |
|                                                                    |  |